# Chaka Demus
John Taylor (Kingston, 16 april 1963), beter bekend als Chaka Demus, is een Jamaicaanse muzikant en dj, vooral bekend van het duo Chaka Demus & Pliers met Everton Bonner.

## Discografie

### Solo[1]
- The Original Chaka (1986)
- Everybody Loves The Chaka (1988)
- Reggae Dance Hall Sensation (1989)
- Ruff and Tuff (1989) - ft. Shabba Ranks
- N° 1 (1991)
- Gal Wine (1992)
- Bad Bad Chaka (1994)

### Als Chaka Demus & Pliers[2]
- Rough & Rugged (1989) - vs. Shabba Ranks
- Gold (1992)
- Gal WIne WIne Wine (1992)
- All She Wrote (1993)
- Ruff This Year (1993)
- Tease Me (1993) (Alarmschijf)
- Murder She Wrote (1992)
- Consciousness a Lick (1996)
- Dangerous (2001)
- Help Them Lord (2001)
- Trouble and War (2004)
- Back Against the Wall (2005)
- So Proud (2008)

- Bibliothèque nationale de France: cb14044962j (data)
- International Standard Name Identifier: 0000 0000 0115 8636
- Library of Congress Control Number: no98048628
- MusicBrainz: af53fe4c-c4e9-4ce4-9a15-4e3bbbc821cb
- Nationale Bibliotheek van Israël: 987007415261305171
- Virtual International Authority File: 59285556
- WorldCat: E39PBJqBr4YPG3DY7fqbYW83cP